# Adam Perzyk

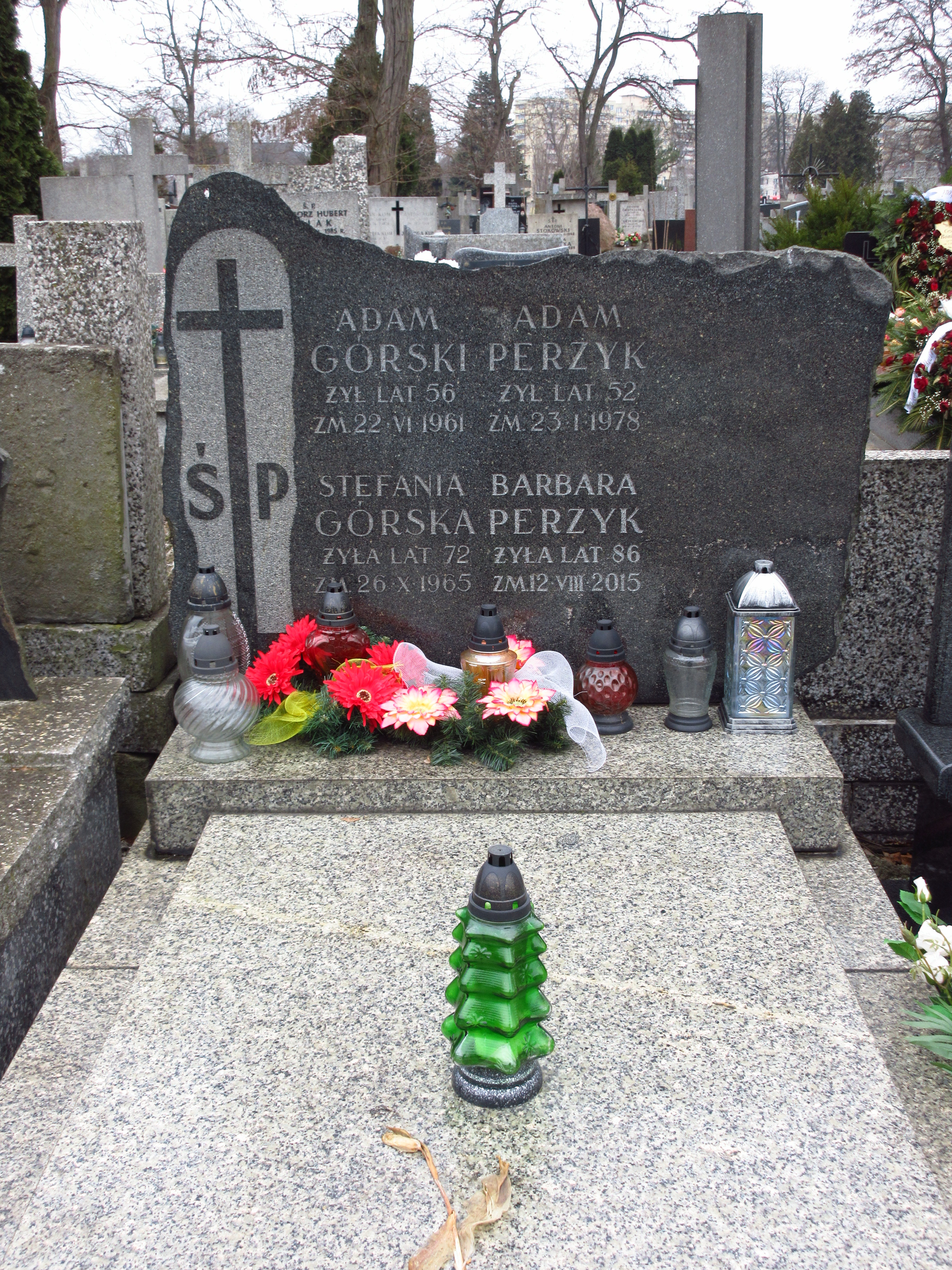
Grób Adama Perzyka na cmentarzu Bródnowskim w Warszawie

Adam Perzyk (ur. 14 stycznia 1926 w Warszawie, zm. 23 stycznia 1978 tamże) – polski aktor filmowy i teatralny, także grafik.

## Życiorys
Podczas II wojny światowej pracował jako maszynista na kolei. 
Po wojnie ukończył studia na wydziale grafiki warszawskiej ASP. Należał do grupy studentów znanych jako „Bracia Łopieńscy” (m.in. z Szymonem Kobylińskim). W czasie studiów współpracował jako aktor i plastyk z warszawskim Teatrem Guliwer i Teatrem Akademickim UW. Przez kilka lat po studiach związany z Teatrem Guliwer i Teatrem Satyryków Syrena. Działał w ruchu polskich teatrów amatorskich. W 1958 roku zdał eksternistyczny egzamin aktorski. 
Uprawiał grafikę książkową, zajmował się też dekoracją wnętrz. 
Pochowany na cmentarzu Bródnowskim w Warszawie (kwatera 68C-3-21).

## Wybrana filmografia
- Pasja − jako członek prezydium zebrania w Wieliczce
- Polskie drogi − jako urzędnik niemiecki
- Potop − jako Charłamp
- Stawiam na Tolka Banana − jako pan Franio
- Chłopi − jako rysownik na odpuście
- Weekend z dziewczyną − jako fryzjer
- Wakacje z duchami − jako Żurek z GS-u
- Do przerwy 0:1 − jako stary robotnik w szpitalu
- Stawka większa niż życie − jako kelner Pusch
- Pieczone gołąbki - jako Waśkowski, pracownik "Grubej Kaśki"
- Kochajmy Syrenki − jako inżynier Zator z Biskupca
- Podziemny front − jako dozorca (odc. 3)
- Prawo i pięść − jako Schaeffer
- Pasażerka − jako więzień malarz
- Gangsterzy i filantropi − jako kelner
- Ogniomistrz Kaleń − jako Alojzy Rączka
- Cafe pod Minogą − jako uczestnik wycieczki oprowadzanej przez Piskorszczaka